# Cédric Beullens
Cédric Beullens (Onze-Lieve-Vrouw-Waver, 27 gennaio 1997) è un ciclista su strada belga che corre per il team Lotto; è professionista dal 2020.

## Palmarès

### Strada
- 2015 (Juniores)

Classifica generale Ster van Zuid-Limburg
2ª tappa, 1ª semitappa Keizer der Juniores (Wulpen, cronometro)
Classifica generale Keizer der Juniores
- 2018 (EFC-L&R-Vulsteke, due vittorie)

3ª tappa Ronde van Vlaams-Brabant (Leefdaal, cronometro)
Stekene
- 2019 (EFC-L&R-Vulsteke, una vittoria)

2ª tappa Ronde van Vlaams-Brabant (Liedekerke > Liedekerke)

#### Altri successi
- 2018 (EFC-L&R-Vulsteke)

Campionato Provinciale Antwerpen, Prova a cronometro Under-23
- 2021 (Sport Vlaanderen-Baloise)

Classifica sprint Giro del Belgio

## Piazzamenti

### Grandi Giri
- Tour de France

2024: 121º
- Vuelta a España

2022: 107º

### Classiche monumento
- Milano-Sanremo

2024: 93º
2025: non partito
- Giro delle Fiandre

2020: 75º
2021: 47º
2022: 65º
2024: 64°
- Parigi-Roubaix

2022: 59º
2023: 27º
2024: 81º
2025: 51º

### Competizioni continentali
- Campionati europei

Tartu 2015 - In linea Junior: 38º
Alkmaar 2019 - In linea Under-23: ritirato